# Союз-6
«Союз-6» — советский пилотируемый космический корабль.

## Экипажи
Основной экипаж
- Георгий Шонин (1-й космический полёт)
- Валерий Кубасов (1-й космический полёт)

Дублирующий экипаж
- Владимир Шаталов
- Алексей Елисеев

## Описание полёта
Первый групповой полёт трёх космических кораблей. Первая сварка в космосе. Пуск был осуществлён 11 октября 1969 года. В этом году с 14 по 18 января произошла первая стыковка космических кораблей «Союз-4» и «Союз-5» (экипаж первого — В. Шаталов, экипаж второго — Б. Волынов, А. Елисеев, Г. Хрунов).
В орбитальном отсеке корабля «Союз-6» была смонтирована установка «Вулкан», предназначенная для проведения сварки в невесомости в условиях космического вакуума. Установка «Вулкан» была разработана в Институте сварки имени Патона в Киеве.
Во время группового полёта трёх кораблей «Союз-6», «Союз-7» и «Союз-8» предполагалась стыковка кораблей «Союз-7» и «Союз-8». Космонавты «Союза-6» должны были находиться поблизости (приблизительно в 50 метрах) и производить киносъёмку стыковки. Однако из-за отказа электроники автоматической системы стыковки «Игла» стыковка не состоялась. Корабли были оборудованы только для автоматической стыковки; ручная стыковка, под управлением космонавтов, была невозможна.
Испытания сварочной установки «Вулкан» прошли успешно. Во время проведения сварки космонавты находились в спускаемом аппарате корабля, а орбитальный отсек был разгерметизирован. Космонавты контролировали процесс сварки по приборам, установленным в спускаемом аппарате.
16 октября в 09:52:47 UTC корабль «Союз-6» успешно приземлился. Вертолёты поиска прибыли на место приземления через 10 минут, к этому времени космонавты уже самостоятельно выбирались из спускаемого аппарата.

## В культуре
- 1969 — Звёздная эскадрилья / Stellar Squadron («Мелодия» 33Д 26721-22)